# Ereis annulicornis
Ereis annulicornis là một loài bọ cánh cứng trong họ Cerambycidae.